# Unitat Catalana
Pour les articles homonymes, voir UC.
 (avril 2019).
Si vous disposez d'ouvrages ou d'articles de référence ou si vous connaissez des sites web de qualité traitant du thème abordé ici, merci de compléter l'article en donnant les références utiles à sa vérifiabilité et en les liant à la section « Notes et références ».
Unité catalane (en catalan : Unitat Catalana) est un parti politique français des Pyrénées-Orientales créé en 1986.

## Présentation
Il se définit comme un mouvement catalan, démocratique, progressiste et européen, membre de l'Alliance libre européenne (ALE). Il soutient les initiatives et les candidatures qui s’opposent au centralisme et au jacobinisme et qui vont dans le sens d’une plus grande décentralisation et d’une reconnaissance de l’identité catalane.
Son projet institutionnel, un « statut pour une collectivité territoriale de Catalogne nord », élaboré en 1991, a été édité en 2006 dans un petit fascicule et constitue l’objectif à long terme du mouvement. Il s’agit d’un statut de large d’autonomie qui, sans quitter l’État français, doit permettre d’importantes relations culturelles, économiques et institutionnelles avec les autres Pays catalans. Unitat Catalana milite donc pour une reconnaissance institutionnelle de la Catalogne nord et sa séparation de la région Occitanie. Elle est donc pour la création, dans un premier temps, d’une région catalane.
Elle a été présidée successivement par Andreu Barrère (1986-1989), Llorenç Planes (1989-2001), Jaume Pol (2001-2003), Jaume Roure (2003-2013), Brice Lafontaine (2013-2017) et Jaume Roure (2017 à aujourd'hui). 

## Origines
Depuis le début du XIXe siècle diverses prises de position collectives ou individuelles ont revendiqué la reconnaissance institutionnelle d’une identité catalane mais ce n’est qu’en 1969 qu’apparait un mouvement identitaire qui se revendique comme politique : le « Front de la Joventut Catalana », qui provenait de la politisation du « Grup Cultural de la Joventut Catalana » né en 1967. Le FJC donnera naissance en 1970 au « Comitè Rossellonès d’Estudis i d’Animació » créé dans le but d’organiser un véritable parti politique lequel verra le jour lors du congrès de Saint-Laurent-de-Cerdans le 21 octobre 1972 sous le nom d’« Esquerra catalana dels Treballadors » (Gauche catalane des Travailleurs). L’ECT présentera un candidat aux législatives de 1973, Miquel Mayol, pendant qu’un autre mouvement l’« Acció Regionalista Catalana » présentait Gilbert Grau dans l’autre circonscription du département des Pyrénées-Orientales. Ce sont les premières candidatures catalanistes. Miquel Mayol obtint 1,22 % et Gilbert Grau 2,08 %.
L’ECT va continuer son activité militante surtout en participant aux luttes sociales et à la défense de la culture et de la langue catalanes, mais aussi de l’environnement. Elle sera présente dans la plupart des batailles électorales, en particulier aux élections municipales de Perpignan en 1983 avec une liste conduite par Maria-Àngel Falquès (2,51 %).
Afin d’élargir sa base l’ECT va se transformer en Unitat Nacionalista en 1984, en incorporant ainsi de nouveaux militants. Unitat Nacionalista va immédiatement se mettre au travail pour présenter une liste dite « Unitat Catalana » aux élections régionales de mars 1986. Elle sera conduite par Andreu Barrère et réalisera un score de 2,87 %. C’est cette liste, et ceux qui l’avaient soutenue, qui vont constituer Unitat Catalana au congrès de Sorède le 22 juin 1986.

## Réalisations
Dès le début de son existence, Unitat Catalana va avoir d’intéressants résultats électoraux. En 1988, Claudi Bordaneil obtient 7,1 % aux cantonales sur le canton de Toulouges. Il devient adjoint au maire de Canohès en 1989. Aux élections municipales de 1989, la liste d’Unitat Catalana à Perpignan, conduite par Jaume Roure, atteint 3,7 %. En 1993, des élections municipales anticipées ont lieu à Perpignan. Unitat Catalana participe à la liste Perpignan-Oxygène de Jean-Paul Alduy, nettement orientée vers la défense de l’identité catalane et l’établissement de relations avec la Catalogne Sud. La victoire de cette liste permet à Unitat Catalana d’occuper deux sièges d’adjoint (Jaume Roure et Jaume Pol) et deux autres sièges de conseiller municipal (Joan-Pere Olive et José Gratacos). Aux cantonales de 1994, Llorenç Planes réalise 6,3 % au centre-ville de Perpignan.
Les élections de 1995 vont encore accentuer l’enracinement d’Unitat Catalana qui se retrouve avec 17 élus dans 8 communes dont celle de Perpignan où Jaume Roure occupe toujours la place d’adjoint chargé des Affaires catalanes.
À Perpignan, mais aussi dans les autres communes concernées, les élus d’Unitat Catalana agissent en défenseurs de l’identité : aide aux écoles catalanes et aux cours de catalan, noms des rues en catalan, promotion de fêtes identitaires catalanes comme la Sant Jordi ou la Sant Joan.
Alors que certains catalanistes choisissent de militer dans des sections de partis sud-catalans qui veulent s’introduire dans les Pyrénées-Orientales, Unitat Catalana se refuse toujours à se transformer en succursale d’un mouvement sud-catalan et garde jalousement son indépendance et sa liberté de décision.
Elle doit cependant faire face à l’implantation d’une section française de la Gauche républicaine de Catalogne en 1989, du « Partit per Catalunya » (succursale du « Partit per la Independència » de Catalogne Sud), de 1996 à 2002, et de la Convergence démocratique de Catalogne en 2006. À noter que l’implantation de ces sections de partis sud-catalans n’a pas correspondu à une augmentation des résultats électoraux, au contraire. L’élection qui a regroupé le plus d’électeurs sur une candidature catalaniste est toujours l’élection régionale de 1986 avec 5 324 voix pour la liste Unitat Catalana.